# Воздух (стихия)

Символ стихии воздуха — голубой круг

Воздух (воздушная стихия) — первичный элемент; третий из четырёх мировых стихий. Термин античной и средневековой натурфилософии, а также алхимии, оккультизма, астрологии, дхармических религий и т .п. Ассоциируется с небом, мышлением, со всем тем, что невидимо и не прощупывается, но ощущается. Элемент, позволяющий развить символику неосязаемых проявлений, приписываемых божествам.
Его число — 3; его цвет — голубой, его символ — круг (⚪).
В современной физике воздух соответствует газообразному состоянию вещества.

## Союз стихий, или генезис
Союз противоположных стихий, воздуха и огня, соответствует совокуплению изначального (•) со своей экспансией (⚪), — то есть воздух разжигает пыл огня.
Союз воздуха (⚪) и стихии воды, изображаемой в виде чаши (), даёт символ тельца , или свет.
Союз воздуха и стихии земли, изображаемой вертикальной чертой ▐ , читается в древней письменности брахми как «вам»  — он же мантра (набор звуков) проявления в индуизме и буддизме. Данный символ () — также знак царской власти: скипетр и земной шар (держава) вместе.
В действительности все четыре первичных элемента неразделимы один от другого. Стихия воздуха символически ассоциируется с ветром, духом (пневмой, по-гречески) и дыханием.
Судя по пифагоровым знаниям, стихия воздуха относится к той поверхности, что находится между чертой (земля) и объёмом (вода).

## В зодиаке

Циановый (сине-зелёного цвета) тригон — три знака воздушной стихии

В зодиакальном круге воздуху противопоставляется огонь, изображаемый красной точкой.
Символами воздуха, различающимися по степени эволюции, считаются три следующих знака зодиака:
- Весы ♎, — соответствующие вдоху;
- Водолей ♒, — это покой, момент между вдыханием и выдыханием;
- Близнецы ♊, — это выдох.

В честь воздуха назван астероид (369) Аэрия, открытый 4 июля 1893 года французским астрономом Альфонсом Борелли в Марсельской обсерватории